# Anagaricophilus concinnus
Anagaricophilus concinnus is een keversoort uit de familie zwamkevers (Endomychidae). De wetenschappelijke naam van de soort werd in 1950 gepubliceerd door Vinson.